# Billy Lee Evans

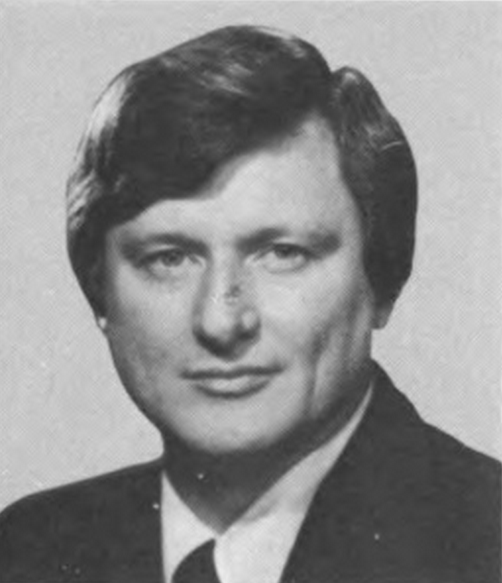
Billy Lee Evans

Billy Lee Evans (* 10. November 1941 in Tifton, Georgia) ist ein US-amerikanischer Politiker. Zwischen 1977 und 1983 vertrat er den Bundesstaat Georgia im US-Repräsentantenhaus.

## Werdegang
Billy Evans besuchte die öffentlichen Schulen seiner Heimat und studierte bis 1963 an der University of Georgia in Athens. Nach einem anschließenden Jurastudium an der gleichen Universität und seiner 1965 erfolgten Zulassung als Rechtsanwalt begann er in Macon in diesem Beruf zu arbeiten. Gleichzeitig schlug er als Mitglied der Demokratischen Partei eine politische Laufbahn ein.
Zwischen 1969 und 1976 saß er als Abgeordneter im Repräsentantenhaus von Georgia. Bei den Kongresswahlen des Jahres 1976 wurde er im achten Wahlbezirk von Georgia in das US-Repräsentantenhaus in Washington, D.C. gewählt, wo er am 3. Januar 1977 die Nachfolge von W. S. Stuckey antrat. Nach zwei Wiederwahlen konnte er bis zum 3. Januar 1983 drei Legislaturperioden im Kongress absolvieren. Für die Wahlen des Jahres 1982 wurde er von seiner Partei nicht mehr nominiert. Nach seinem Ausscheiden aus dem US-Repräsentantenhaus wurde Evans Vizepräsident einer Beraterfirma. Außerdem ist er Vorstandsmitglied der American Freedom Coalition. Billy Evans lebt in Vienna (Virginia).